# 伯爾瑟烏德鄉

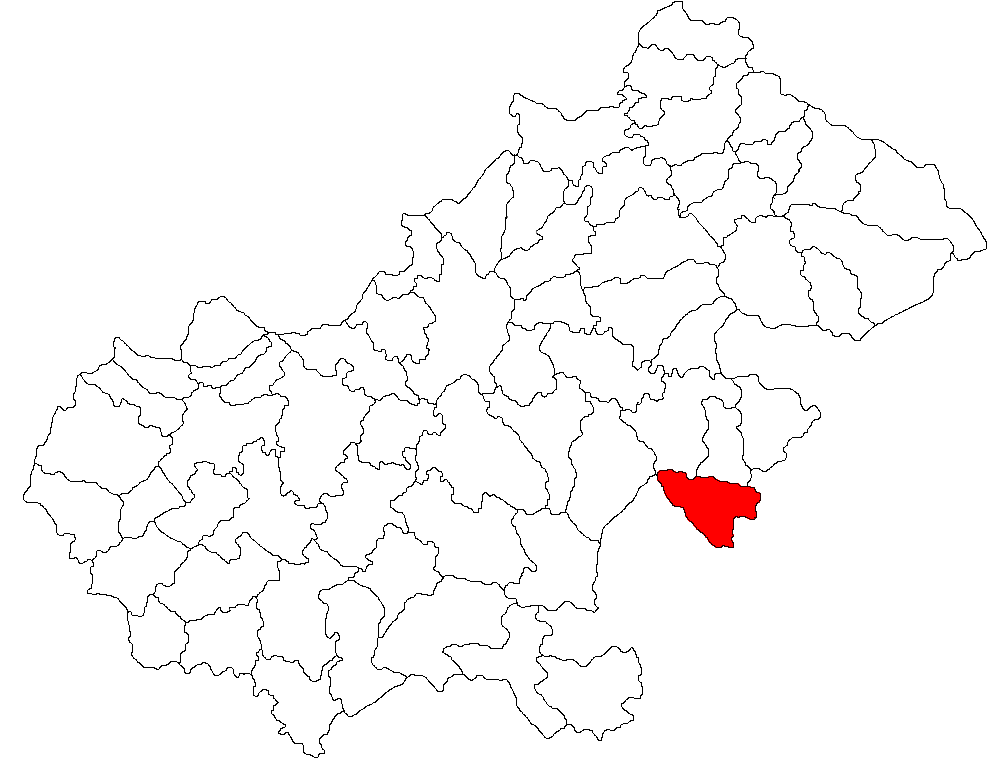

45°56′N 22°58′E / 45.933°N 22.967°E
伯爾瑟烏德鄉（羅馬尼亞語：Comuna Bârsău, Satu Mare），是羅馬尼亞的鄉份，位於該國西北部，由薩圖馬雷縣負責管轄，面積52平方公里，海拔高度185米，2007年人口2,428，人口密度每平方公里47人。